# Henry Salt
Pour les articles homonymes, voir Salt.
Henry Salt (né le 14 juin 1780 à Lichfield, Angleterre - mort le 30 octobre 1827 à Dessouk, Égypte) est un artiste, diplomate et égyptologue britannique.

## Biographie
En 1815, Salt est nommé consul-général britannique au Caire. Dès son arrivée, il devient vite l'adversaire de Bernardino Drovetti dans la course aux antiquités égyptiennes, où tout est à trouver et où tous les moyens sont bons ; c'est la loi de la jungle. Chacun s'entoure de gens passionnés, Drovetti recrute le dessinateur Frédéric Cailliaud et le sculpteur Jean-Jacques Rifaud, tandis que Salt engage Giovanni Battista Belzoni. Il organise des fouilles à Thèbes et à Abou Simbel.
Durant son séjour en Égypte, il accumule, par tous les moyens, une collection d'antiquités égyptiennes, en particulier la tête de Ramsès II provenant du Ramesséum, exposée au British Museum, et le sarcophage de Ramsès III, acheté par le Louvre.